# Hold On (песня Джона Леннона)
Hold On (с англ. — «Держись») — песня Джона Леннона с его первого официального сольного альбома John Lennon/Plastic Ono Band. В США и Великобритании альбом вышел в свет 11 декабря 1970 года.

## Участники
В создании песни принимали участие:
- Джон Леннон — продюсер, автор текста, вокал, гитара
- Фил Спектор — продюсер
- Йоко Оно — продюсер
- Ринго Старр — ударные
- Клаус Форман — бас-гитара